# Brignoliella besuchetiana
Brignoliella besuchetiana är en spindelart som beskrevs av Bourne 1980. Brignoliella besuchetiana ingår i släktet Brignoliella och familjen Tetrablemmidae. Inga underarter finns listade.